# Доббин, Шейн
Шейн Доббин (англ. Shane Dobbin; род. 22 января 1980) — новозеландский конькобежец и роликобежец. Участник Олимпийских игр 2010 года в Ванкувере и 2014 года в Сочи. Рекордсмен Новой Зеландии на всех дистанциях кроме 500 м. Четырёхкратный чемпион мира в беге на роликовых коньках.

## Биография
В 1988 году начал бегать на роликах, выступал на чемпионатах мира.
В 2007 году перешёл в конькобежный спорт, чтобы иметь возможность выступить на Олимпийских играх.
На Олимпийских играх 2010 года в Ванкувере участвовал на дистанции 5000 метров и занял 17-е место.
В 2011 году на чемпионате мира по отдельным дистанциям занял 5-е место на 10000 м, 8-е место на 5000 м и 22-е на 1500 м.
В 2012 году занял второе место на чемпионате Северной Америки и Океании.